# 单声 (1929年)
单声（1929年—），上海人，祖籍江苏海陵，侨领、企业家、法学博士，曾任全国政协海外委员、中国和平统一促进会理事、全英华人华侨中国统一促进会主席，毕业于震旦大学法律系，博士毕业于巴黎大学，《反分裂国家法》构想的首倡者。

## 生平
1947年，中学学业完成于上海市南洋模范中学。1951年，毕业于震旦大学法律系。1952年，进入巴黎大学。1954年7月，获得巴黎大学国际法学博士学位。同年，考入伦敦大学博士研究院研究国际公法，之后在研究所工作了两年。1956年，被聘为一家香港进出口公司驻德国分公司的经理。六个月后，离开之前供职的公司，在法国自己开了一家进出口贸易公司。1959年，公司搬迁到西班牙罗塔。1962年，进入西班牙外交学院学习。之后，获得过西伦敦大学荣誉法学博士。两年后，在西德和西班牙马德里经营进出口公司。之后在西班牙的地产行业大放异彩。1967年，定居于英国伦敦。1986年，当选为英国华侨华人协会会长。1997年，作为12位英国侨界代表之一应邀出席在香港举行的香港回归典礼。1997年，任南京大学客座教授。2000年2月，任全英华人华侨中国统一促进会首任会长。2001年6月，第一任夫人姚丽丽去世。2003年,在全国侨联第二次开会时,呼吁推出“统一法”，在美国华侨代表提出此法可称为“分裂法”后，单声表示应该叫“反分裂法”。2004年5月9日下午三时，出席访英的温家宝总理与英国的侨界代表召开的座谈会。同年年底，被邀请在北京参加全国人大委员长吴邦国主持的研讨会。2006年末，发起组织开展海外华人、华侨“反独促统”百万人签名活动。2008年7月9日上午，成立单声教育奖学基金会。2009年10月1日，被邀请参加新中国成立60周年国庆观礼。2011年10月18日，捐出自己收藏的三百余件文物及其在泰州的祖宅，成立单声珍藏文物馆。2015年，在泰州揭牌成立单声幼儿园。2020年4月16日，第二任夫人桂秋林去世于伦敦。